# Dacryodes roraimensis
Dacryodes roraimensis är en tvåhjärtbladig växtart som beskrevs av José Cuatrecasas. Dacryodes roraimensis ingår i släktet Dacryodes och familjen Burseraceae. Inga underarter finns listade i Catalogue of Life.